# Haucourt (Oise)
Haucourt ist eine französische Gemeinde mit 132 Einwohnern (Stand 1. Januar 2022) im Département Oise in der Region Hauts-de-France. Die Gemeinde liegt im Arrondissement Beauvais und ist Teil der Communauté de communes de la Picardie Verte und des Kantons Grandvilliers.

## Geographie
Die Gemeinde liegt rund acht Kilometer südöstlich von Songeons am rechten (südlichen) Ufer des Thérain. Das Gemeindegebiet erstreckt sich nach Westen bis zur Départementsstraße D22 und umfasst im Süden mehrere Wälder.

## Einwohner
| 1962 | 1968 | 1975 | 1982 | 1990 | 1999 | 2006 | 2011 |
| ---- | ---- | ---- | ---- | ---- | ---- | ---- | ---- |
| 96   | 62   | 76   | 76   | 118  | 128  | 139  | 148  |

## Verwaltung
Bürgermeister (maire) ist seit 2014 Laurent Inglard.

## Sehenswürdigkeiten

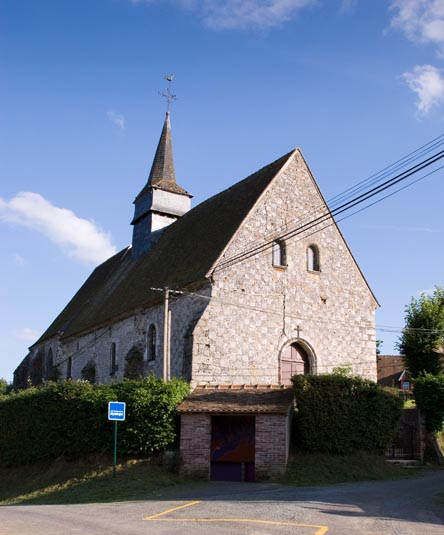
Kirche Saint-Vaast

- Kirche Saint-Vaast[1]